# اوکی‌بی گیدروپرس
اوکی‌بی گیدروپرس (روسی: ОКБ Гидропресс) شرکت انرژی اتمی روس است، که در سال ۱۹۴۶ تأسیس شد.